# Eva-Maria Krech
Eva-Maria Krech (* 6. November 1932 in Berlin; † 25. Mai 2023) war eine deutsche Germanistin und Sprechwissenschaftlerin. 

## Leben
Krech wurde 1932 als Eva-Maria Schuppener geboren. Nach dem Abitur 1951 studierte sie bis 1955 Germanistik und Sprechwissenschaft an der Martin-Luther-Universität Halle-Wittenberg. Von 1955 bis 1956 war sie Dozentin für Sprecherziehung am Hallenser Konservatorium. Von 1955 bis 1971 wirkte sie als Lektorin am Institut für Sprechwissenschaft und Phonetik der Martin-Luther-Universität Halle-Wittenberg. Sie heiratete den Sprechwissenschaftler Hans Krech. Ihre Promotion zum Dr. phil. erfolgte 1964 mit der Dissertation Zum gegenwärtigen Gebrauch des Glottisschlageinsatzes in der allgemeinen deutschen Hochlautung. 
Seit 1971 war sie Dozentin für Sprechwissenschaft. Im Jahr 1979 habilitierte sie sich mit der Arbeit Sprechwissenschaftliche Beiträge zur Theorie der sprechkünstlerischen Kommunikation. Von 1976 bis 1981 und von 1993 bis 1998 leitete sie das Institut für Sprechwissenschaft und Phonetik. Ab 1990 wirkte sie als außerordentlicher Professor für Sprechwissenschaft. 1992 wurde sie ordentliche Professorin. Insbesondere war sie auf den Gebieten Phonetik, Orthoepie und Vortragskunst tätig. Krech ist Mitherausgeberin des Großen Wörterbuchs der deutschen Aussprache (1982) und des Deutschen Aussprachewörterbuchs (2009). Sie war Mitglied der International Phonetic Association (IPA) und der Deutschen Gesellschaft für Sprachwissenschaft (DGfS).

## Vortragskunst
Krech hat in ihrem Werk viel zu Sprechkunst veröffentlicht und geforscht. Sie vertrat den sogenannten kommunikativen Ansatz der Sprechkunst (in ihren Worten: Vortragskunst). Das heißt: Der ausschlaggebende Faktor in der Gestaltung eines sprechkünstlerischen Vortrags (z. B. Rezitation von Gedichten) ist das Erleben des Hörers. Einen guten und gelungenen sprechkünstlerischen Vortrag macht ihrer Ansicht nach nicht die bloße Reproduktion des Originalwerkes aus, sondern die zum Sprecher und zur Zuhörerschaft passende Auswahl und Interpretation des vorgetragenen Stückes. 

## Schriften
Monographien
- Zum gegenwärtigen Gebrauch des Glottisschlageinsatzes in der allgemeinen deutschen Hochlautung. Dissertation, Univ. Halle 1964.
- Sprechwissenschaftlichphonetische Untersuchungen zum Gebrauch des Glottisschlageinsatzes in der allgemeinen deutschen Hochlautung. S. Karger, Basel/New York 1968.
- Sprechwissenschaftliche Beiträge zur Theorie der sprechkünstlerischen Kommunikation. Dissertation B, Univ. Halle 1979.
- Vortragskunst. Grundlagen der sprechkünstlerischen Gestaltung von Dichtung. VEB Bibliographisches Institut, Leipzig 1987.

Herausgeberschaft
- (mit Eduard Kurka, Helmut Stelzig) Wörterbuch der deutschen Aussprache. VEB Bibliographisches Institut, Leipzig 1964.
- (mit Eberhard Stock) Beiträge zu Theorie und Praxis der Sprechwissenschaft. Martin-Luther-Universität, Halle (Saale) 1981.
- (mit Günther Richter, Jutta Suttner, Eberhard Stock) Hallesche Standpunkte zur gesprochenen Sprache. 1981.
- (mit Ursula Stötzer u. a.) Großes Wörterbuch der deutschen Aussprache. VEB Bibliographisches Institut, Leipzig 1982.
- (mit Jutta Suttner, Eberhard Stock) Ergebnisse der Sprechwirkungsforschung. Martin-Luther-Universität, Halle (Saale) 1987.
- (mit Eberhard Stock) Entwicklungstendenzen der Sprechwissenschaft in den letzten 25 Jahren. Zum Gedenken an Hans Krech. Martin-Luther-Universität, Halle (Saale) 1989.
- (mit Günther Richter, Eberhard Stock, Jutta Suttner) Sprechwirkung. Grundfragen, Methoden und Ergebnisse ihrer Erforschung. Akademie-Verlag, Berlin 1991.
- (mit Eberhard Stock) Beiträge zur deutschen Standardaussprache. Verlag Werner Dausien, Hanau/Halle 1996.
- (mit Eberhard Stock) Sprechen als soziales Handeln. Festschrift zum 70. Geburtstag von Geert Lotzmann am 17. März 1996. Verlag Werner Dausien, Hanau/Halle 1997.
- (mit Eberhard Stock) Sprechwissenschaft – Zu Geschichte und Gegenwart. Festschrift zum 90jährigen Bestehen von Sprechwissenschaft/Sprecherziehung an der Universität Halle. Peter Lang, Frankfurt a. M. 1999.
- Sprach-, Sprech- und Stimmstörungen – interdisziplinäre Kooperation in der Therapie. Festschrift zum 65. Geburtstag von Volkmar Clausnitzer. Peter Lang, Frankfurt a. M. 2002.
- (mit Eberhard Stock) Gegenstandsauffassung und aktuelle phonetische Forschungen der halleschen Sprechwissenschaft. Peter Lang, Frankfurt a. M. 2003.
- (mit Eberhard Stock, Ursula Hirschfeld, Lutz Christian Anders) Deutsches Aussprachewörterbuch. Walter de Gruyter, Berlin/New York 2009. ISBN 978-3-11-018202-6.